# My first baito
『My first baito』（マイファーストバイト）は、フジテレビ系列で2017年4月13日から2018年3月29日まで放送されていたミニ番組。前番組『バディーズ〜私と大切な仲間たち〜』に引き続き、ディップ（「バイトル」名義）の一社提供。放送時間は毎週木曜日 22:54 - 23:00（JST）。

## 概要
乃木坂46が初めてのアルバイトに挑戦。乃木坂の『オシャレ』、『かわいい』、『初々しい』イメージにマッチしたアルバイトを体験していきます。自分自身の条件やこだわりにぴったりあったお店で１人のアルバイトとして奮闘する彼女たちの姿を通し、アルバイトの楽しさや魅力を伝えていきます。

## 出演者
- 乃木坂46

## 放送日程
| 回 | 放送日   | 内容                   | メンバー   | 備考                                               |
| -- | -------- | ---------------------- | ---------- | -------------------------------------------------- |
| 1  | 4月13日  | イタリア料理店         | 白石麻衣   | 23:09から放送                                      |
| 2  | 4月20日  | イタリア料理店         | 白石麻衣   |                                                    |
| 3  | 4月27日  | 花屋                   | 堀未央奈   |                                                    |
| 4  | 5月4日   | 花屋                   | 堀未央奈   |                                                    |
| 5  | 5月11日  | 花屋                   | 井上小百合 |                                                    |
| 6  | 5月18日  | 花屋                   | 井上小百合 |                                                    |
| 7  | 5月25日  | アイスクリーム店       | 衛藤美彩   |                                                    |
| 8  | 6月1日   | アイスクリーム店       | 衛藤美彩   |                                                    |
| 9  | 6月8日   | 藁焼き専門店           | 高山一実   |                                                    |
| 10 | 6月15日  | 藁焼き専門店           | 高山一実   |                                                    |
| 11 | 6月22日  | オムライス店           | 星野みなみ |                                                    |
| 12 | 6月29日  | オムライス店           | 星野みなみ |                                                    |
| 13 | 7月6日   | オムライス店           | 秋元真夏   | 23:24から放送                                      |
| 14 | 7月13日  | オムライス店           | 秋元真夏   | 23:09から放送                                      |
| 15 | 7月20日  | アパレルショップ       | 中田花奈   |                                                    |
| 16 | 7月27日  | アパレルショップ       | 中田花奈   |                                                    |
| 17 | 8月3日   | アパレルショップ       | 樋口日奈   |                                                    |
| 18 | 8月10日  | アパレルショップ       | 樋口日奈   |                                                    |
| 19 | 8月17日  | テーマパーク・スタッフ | 若月佑美   |                                                    |
| 20 | 8月24日  | テーマパーク・スタッフ | 若月佑美   |                                                    |
| 21 | 8月31日  | デリバリーピザ         | 北野日奈子 |                                                    |
| 22 | 9月7日   | デリバリーピザ         | 北野日奈子 | 関西テレビでは9月10日放送休止                      |
| 23 | 9月14日  | スイーツカフェ         | 西野七瀬   | 23:24から放送                                      |
| 24 | 9月21日  | スイーツカフェ         | 西野七瀬   | 23:24から放送 関西テレビでは9月24日は17:40から放送 |
| 25 | 9月28日  | カフェ                 | 齋藤飛鳥   | 23:24から放送 関西テレビでは10月1日は17:40から放送 |
| 26 | 10月5日  | カフェ                 | 齋藤飛鳥   |                                                    |
| 27 | 10月12日 | カフェ                 | 寺田蘭世   | 23:09から放送                                      |
| 28 | 10月19日 | カフェ                 | 寺田蘭世   |                                                    |
| 29 | 10月26日 | スポーツ新聞           | 生駒里奈   |                                                    |
| 30 | 11月2日  | スポーツ新聞           | 生駒里奈   |                                                    |
| 31 | 11月9日  | バルーンショップ       | 斉藤優里   |                                                    |
| 32 | 11月16日 | バルーンショップ       | 斉藤優里   |                                                    |
| 33 | 11月23日 | 喫茶店                 | 桜井玲香   |                                                    |
| 34 | 11月30日 | 喫茶店                 | 桜井玲香   |                                                    |
| 35 | 12月7日  | 喫茶店                 | 新内眞衣   |                                                    |
| 36 | 12月14日 | 喫茶店                 | 新内眞衣   | 関西テレビでは12月17日は17:55から放送              |
| 37 | 12月21日 | 綿あめ専門店           | 大園桃子   | 23:24から放送                                      |
| 38 | 12月28日 | 綿あめ専門店           | 大園桃子   | 関西テレビでは12月31日放送休止                     |

| 回 | 放送日  | 内容             | メンバー   | 備考                                                         |
| -- | ------- | ---------------- | ---------- | ------------------------------------------------------------ |
| 39 | 1月4日  | 綿あめ専門店     | 与田祐希   | 23:34から放送                                                |
| 40 | 1月11日 | 和風カフェ       | 久保史緒里 | 23:24から放送                                                |
| 41 | 1月18日 | 和風カフェ       | 久保史緒里 | 23:09から放送                                                |
| 42 | 1月25日 | アイスクリーム屋 | 与田祐希   |                                                              |
| 43 | 2月1日  | アイスクリーム屋 | 与田祐希   |                                                              |
| 44 | 2月8日  | アイスクリーム屋 | 松村沙友理 |                                                              |
| 45 | 2月15日 | アイスクリーム屋 | 松村沙友理 |                                                              |
| 46 | 2月22日 | ドイツ専門店     | 生田絵梨花 |                                                              |
| 47 | 3月1日  | ドイツ専門店     | 生田絵梨花 |                                                              |
| 48 | 3月8日  | 弁当屋           | 白石麻衣   |                                                              |
| 49 | 3月15日 | 弁当屋           | 白石麻衣   |                                                              |
| 50 | 3月22日 | 弁当屋           | 桜井玲香   | 関西テレビ（3月25日放送）、東海テレビ（3月27日放送）は最終回 |
| 51 | 3月29日 | 弁当屋           | 桜井玲香   | 最終回。23:34より放送                                        |

## 放送時間
| 放送期間                      | 放送日時           | 放送局       | 対象地域   | 備考       |
| ----------------------------- | ------------------ | ------------ | ---------- | ---------- |
| 2017年4月13日 - 2018年3月29日 | 木曜 22:54 - 23:00 | フジテレビ   | 関東広域圏 | 制作局     |
|                               |                    | テレビ西日本 | 福岡県     | 同時ネット |
| 2017年4月16日 - 2018年3月25日 | 日曜 17:25 - 17:30 | 関西テレビ   | 近畿広域圏 | 遅れネット |
| 2017年4月18日 - 2018年3月27日 | 火曜 21:54 - 22:00 | 東海テレビ   | 中京広域圏 | 遅れネット |

## スタッフ
- ナレーター：斉藤舞子（フジテレビアナウンサー）[1]
- 企画：秋元康[要出典]
- プロデューサー：織田実[1]
- 演出：澤田親宏[1]
- ディレクター：次郎垣内保、勝見拓也、四方田翔平[1]
- AP：平山璃菜[1]
- 制作協力：FCC[1]
- 制作著作：フジテレビ[1]